# Alte Schule (Niedergrunstedt)

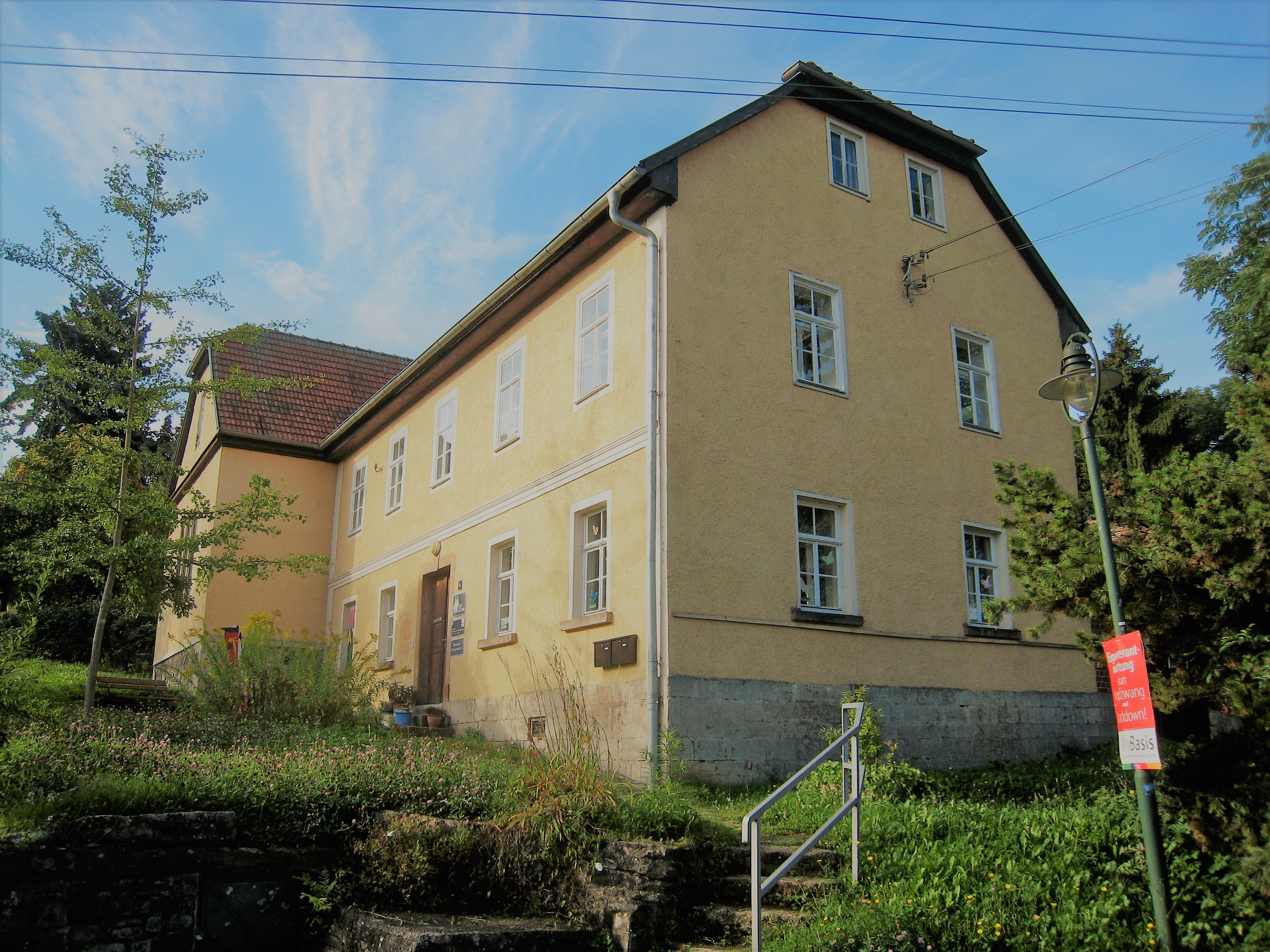
Alte Schule in Niedergrunstedt

Die Alte Schule im Weimarer Ortsteil Niedergrunstedt am Schulweg 4 ist ein nicht mehr im Erbauungszweck befindliches Schulgebäude. Es steht unter Denkmalschutz. Für den Straßenzug gab sie ihren Namen.

## Geschichte
Im Jahre 1556 wurde in Niedergrunstedt eine erste Schule eingerichtet. Diese wurde 1646 durch Brand durch die abziehenden Schweden im Dreißigjährigen Krieg vernichtet. Die neue Schule entstand 1835 und bildet zusammen mit dem Pfarrhaus, der Pfarrscheune und der evangelisch-lutherischen Kirche St. Mauritius ein bauliches Ensemble. Die Jahreszahl befindet sich am Eingang. Das Schulgebäude steht an der Stelle eines Vorgängerbaus aus dem 17. Jahrhundert. Es ist teilweise unterkellert. Es steht erhöht auf einem kleinen Plateau und ist mit dem Giebel nach Norden ausgerichtet. Es besitzt einen Bruchsteinsockel. Das Obergeschoss ist im Fachwerk errichtet worden und verputzt. Das zum Kirschbach hin abfallende Gelände wird durch den Bruchsteinsockel ausgeglichen. Ursprünglich war das Schulgebäude symmetrisch. Die einstige Mittelachse an der östlichen Längsseite bildet den Haupteingang. Im Jahre 1890 erfolgte eine Erweiterung nach Süden hin, womit der Grundriss des Schulgebäudes eine teilweise Veränderung erfuhr. Es besitzt ein Satteldach. Die klassizistische Ausstattung ist teilweise noch erhalten. Westlich des Haupthauses befindet sich ein eingeschossiges Nebengebäude, teils im Fachwerk ausgeführt, welches ebenfalls 1835 errichtet wurde. Seit 1975 stand das Schulgebäude leer. Ab dem Herbst 1995 wurden umfangreiche Sanierungsmaßnahmen unternommen. Es dient heute als Gemeindehaus bzw. Vereinshaus für den Verein Hofatelier e.V.